# Hilaira proletaria
Hilaira proletaria là một loài nhện trong họ Linyphiidae.
Loài này thuộc chi Hilaira. Hilaira proletaria được Ludwig Carl Christian Koch miêu tả năm 1879.